# Підводні човни типу «Сівулф»
| Багатоцільові атомні підводні човни типу «Сівулф» | Багатоцільові атомні підводні човни типу «Сівулф»                                                           | Багатоцільові атомні підводні човни типу «Сівулф»                                                           |
| ------------------------------------------------- | --- | --- |
| Seawolf-class submarine                           | | |
|                                                   | | |
| Човен “Сівулф”                                    | | |
| Під прапором                                      | США | США |
| Спуск на воду                                     | 1995—2004 рр. (3 човни)                                                                                     | 1995—2004 рр. (3 човни)                                                                                     |
| Сучасний статус                                   | 3 човни на флоті                                                                                            | 3 човни на флоті                                                                                            |
| Проєкт                                            | | |
| Тип ПЧ                                            | ПЧАРК | ПЧАРК |
| Розробник проєкту                                 | Electric Boat                                                                                               | Electric Boat                                                                                               |
| Класифікація НАТО                                 | Seawolf class                                                                                               | Seawolf class                                                                                               |
| Вартість                                          | $ 33,6 мільярдів за 3 човни проєкту.                                                                        | $ 33,6 мільярдів за 3 човни проєкту.                                                                        |
| Основні характеристики                            | | |
| Швидкість (надводна)                              | 30-35 вузлів (56-65 км/год)                                                                                 | 30-35 вузлів (56-65 км/год)                                                                                 |
| Швидкість (підводна)                              | 30-35 вузлів (56-65 км/год)                                                                                 | 30-35 вузлів (56-65 км/год)                                                                                 |
| Робоча глибина занурення                          | 487 м | 487 м |
| Гранична глибина занурення                        | 610 | 610 |
| Автономність плавання                             | 90 днів, 150000 миль (245 000 км ходу)                                                                      | 90 днів, 150000 миль (245 000 км ходу)                                                                      |
| Екіпаж                                            | 140 осіб | 140 осіб |
| Розміри                                           | | |
| Довжина найбільша (по КВЛ)                        | 108 і 138,5 м                                                                                               | 108 і 138,5 м                                                                                               |
| Ширина корпусу найб.                              | 12 м | 12 м |
| Середня осадка (по КВЛ)                           | 11 м | 11 м |
| Озброєння                                         | | |
| Торпедно- мінне озброєння                         | 8 ТА калібру 26 дюймів — 660 мм, 50 торпед або 50 ракет або 100 мін                                         | 8 ТА калібру 26 дюймів — 660 мм, 50 торпед або 50 ракет або 100 мін                                         |
| Ракетне озброєння                                 | до 50 протикорабельних КР UGM-84 Harpoon і КР по наземних цілях Tomahawk, з запуском через торпедні апарати | до 50 протикорабельних КР UGM-84 Harpoon і КР по наземних цілях Tomahawk, з запуском через торпедні апарати |
| Зображення на Вікісховищі                         | | |

Підводні човни типу «Сівулф» — багатоцільові атомні підводні човни ВМС США. Проєктувалися на основі човнів типу Лос-Анджелес. Їх наступниками були човни типу «Вірджинія». Човни будувалися у двох дещо відмінних підгрупах; третій човен проєкту був на 30,5 метрів довшим, бо був доданий ще один відсік для розміщення 50 бойових плавців і шлюзової камери для виходу/входу одночасно 8 плавців.
Планувалося побудувати 29 таких човнів, але ці плани були відмінені, очевидно через їх високу вартість і внаслідок розпаду СРСР, натомість у США почали будувати човни типу «Вірджинія», котрі були здешевленою версією човнів типу «Сівулф».

## Конструкція
Основним завданням, поставленим перед проєктувальниками, було зниження шумності човна. Це було досягнуто шляхом застосування звукоізолюючого покриття нового покоління і відмови від гвинта на користь водомета, розробленого у Великій Британії для субмарин типу «Трафальгар», широкого впровадження датчиків шуму (600 датчиків проти 7 у АПЧ типу «Лос-Анджелес»). Човни оснащені сучасними засобами виявлення.
Човни типу можуть йти при швидкості у 20 вузлів (37 км/год)без ризику бути виявленими гідроакустиками ворога, тоді як усі інші човни для безпечного ходу йдуть з швидкістю 2-3 вузли.
Для виготовлення корпусів тих човнів використовувалася сталь HY-100, тоді як для усіх інших човнів США до того, в тому числі й для стратегічних ракетоносців, використовувалася сталь HY-80.

## Озброєння
Човни типу мають вісім носових торпедних апаратів калібру 26 дюймів (660-мм), котрі є їх одним з основних відмінностей в озброєні від човнів типу «Лос-Анджелес», на котрих було тільки чотири торпедні апарати, меншого калібру і під кутом в середній частині човна. Через них запускали торпеди mk48 ADCAP, крилаті ракети по наземних цілях «UGM-109 Tomahawk» і протикорабельні крилаті ракети «Гарпун». Боєкомплект човна становив 50 одиниць загалу тих видів зброї, або 100 морських мін.
| Порівняльна таблиця сучасних багатоцільових ПЧА | Порівняльна таблиця сучасних багатоцільових ПЧА | Порівняльна таблиця сучасних багатоцільових ПЧА | Порівняльна таблиця сучасних багатоцільових ПЧА | Порівняльна таблиця сучасних багатоцільових ПЧА | Порівняльна таблиця сучасних багатоцільових ПЧА | Порівняльна таблиця сучасних багатоцільових ПЧА |
|                                                 | «Сівульф»                                       | Ясень                                           | «Вірджинія»                                     | «Барракуда»                                     | «Астют»                                         |                                                 |
| ----------------------------------------------- | ----------------------------------------------- | ----------------------------------------------- | ----------------------------------------------- | ----------------------------------------------- | ----------------------------------------------- | ----------------------------------------------- |
| ТА (торпед) / ПУ (ракет)                        | 8 (до 50) / —(до 50)                            | 10 () / 8 (32)                                  | 4 () / 12 (12)                                  | 4 () / —                                        | 6 () / —                                        |                                                 |
| Побудовано                                      | 3                                               | 1 (10 план)                                     | 9 (31 план)                                     | 0 (6 план)                                      | 2 (7 план)                                      |                                                 |
| Вигляд                                          |                                                 |                                                 |                                                 |                                                 |                                                 |                                                 |
| Роки побудови                                   | 1989—2004                                       | 1993—н.ч.                                       | 1999—н.ч.                                       | 2007—н.ч.                                       | 2001—н.ч.                                       |                                                 |
| Служба                                          | 1997—н.ч.                                       | —                                               | 2004—н.ч.                                       | —                                               | —                                               |                                                 |
| Водозам. надводне                               | 7460 т                                          | 8600 т                                          | 7800 т                                          | 4755 т                                          | 6500 т                                          |                                                 |
| Водозам. підводне                               | 9130 т                                          | 13800 т                                         |                                                 | 5300 т                                          | 7800 т                                          |                                                 |

## Представники
| Назва           | Завод          | Закладений      | Спущений на воду | Переданий флоту | Виведений з флоту | Утилізований   |
| Перша підгрупа  | Перша підгрупа | Перша підгрупа  | Перша підгрупа   | Перша підгрупа  | Перша підгрупа    | Перша підгрупа |
| --------------- | -------------- | --------------- | ---------------- | --------------- | ----------------- | -------------- |
| «Сівулф»        | Electric Boat  | 25 жовтня 1989  | 24 червня 1995   | 19 липня 1997   |                   |                |
| «Коннектікут»   | Electric Boat  | 14 вересня 1992 | 1 вересня 1997   | 11 грудня 1998  |                   |                |
| Друга підгрупа  |                |                 |                  |                 |                   |                |
| «Джіммі Картер» | Electric Boat  | 5 грудня 1998   | 13 травня 2004   | 19 лютого 2005  |                   |                |